# ジェフ・ホーン
ジェフ・ホーン（Jeff Horn、1988年2月4日 - ）はオーストラリアのプロボクサー。クイーンズランド州ブリスベン出身。元WBO世界ウェルター級王者。

## 来歴

### アマチュア時代
2009年に最初のオーストラリアのタイトルを獲得し、2011年に再び獲得。ヘルシンキのジービートーナメントで銀メダルを獲得。
2011年にバクーで開催されたAIBA世界選手権に出場し、最終的にチャンピオンのエヴェルトン・ロペスに敗れた。 
2012年に3回目のオーストラリアのタイトルと初のオセアニアのタイトルを獲得。同年、ロンドンオリンピックのライトウェルター級に出場し、準々決勝で敗退した。

### プロ時代
2016年4月27日、ブリスベンのブリスベン・コンベンション・アンド・エキシビジョンセンターで元世界2階級制覇王者のランドール・ベイリーと対戦し、ホーンが保持する王座とWBOインターコンチネンタルウェルター級王座決定戦を行い、ベイリーが7回終了時に棄権した為TKO勝ちを収め、WBOオリエンタル王座は7度目、IBFインターコンチネンタル王座は3度目の防衛、WBOインターコンチネンタル王座を獲得した。
2017年7月2日、ブリスベンのサンコープ・スタジアムに観客51,052人を動員して、WBO世界ウェルター級王者のマニー・パッキャオと対戦し、12回3-0（117-111、115-113×2）の判定勝ちを収め王座を獲得した。
2018年6月9日、ラスベガスのMGMグランド・ガーデン・アリーナで元スーパーライト級4団体統一王者でWBO世界ウェルター級1位のテレンス・クロフォードと対戦し、9回2分33秒TKO負けを喫し2度目の防衛に失敗、王座から陥落した。
2020年8月26日、タウンズビルでティム・チューと対戦し、8回TKO負け。これが現役最後の試合になった。
2023年7月3日、「記憶に問題を抱えているんだ。脳の検査を受けたが、このまま続けたらさらに悪化し、脳がもっとダメージを受けるリスクが非常に高いと言われた」として、記憶障害を理由に現役引退を発表した。

## 獲得タイトル
- オーストラリアウェルター級王座
- WBOオリエンタルウェルター級王座
- PABAウェルター級王座（防衛6=返上）
- WBAパンアフリカンウェルター級王座
- IBFインターコンチネンタルウェルター級王座
- WBAオセアニアウェルター級暫定王座
- WBOインターコンチネンタルウェルター級王座
- WBO世界ウェルター級王座（防衛1）
- WBOオリエンタルミドル級王座
- WBAオセアニアミドル級王座

## ペイ・パー・ビュー売上げ
| 日付         | イベント                              | 売上げ | テレビ局   |
| ------------ | ------------------------------------- | ------ | ---------- |
| 2017年7月2日 | マニー・パッキャオ vs. ジェフ・ホーン | 6万件  | Main Event |